# Pozonia
Pozonia là một chi nhện trong họ Araneidae.